# 达赫施泰因山麓拉姆绍
达赫施泰因山麓拉姆绍是奥地利施蒂利亚州利岑县的一个市镇。总面积75.4平方公里，总人口2738人，人口密度36.3人/平方公里（2005年）。